# 여사장
"여사장"(A Female Boss)은 한국에서 제작된 한형모 감독의 1959년 코미디, 멜로/로맨스 영화이다. 조미령 등이 주연으로 출연하였고 엄문근 등이 제작에 참여하였다.

## 출연

### 주연
- 조미령
- 이수련
- 엄앵란

## 기타
- 원작자: 김영수
- 조명: 이범근
- 녹음: 손인호
- 미술: 이봉선